# Rodovia Engenheiro Fernando Guilhon
A Rodovia Engenheiro Fernando Guilhon é uma via municipal localizada no município de Santarém e no estado do Pará. É um dos principais logradouros da cidade, pois é o único acesso ao Aeroporto Internacional de Santarém, a vários bairros e a todas as praias do município, incluindo o distrito de Alter do Chão. Inicia-se no Viaduto Gerardo Monteiro sobre a Rodovia Santarém-Cuiabá (BR-163) e termina no aeroporto.